# Santa Ana Nichi Ejido
Santa Ana Nichi Ejido är en ort i kommunen San Felipe del Progreso i delstaten Mexiko i Mexiko. Samhället hade 963 invånare vid folkräkningen 2020.